# Carbonatisierung (Beton)

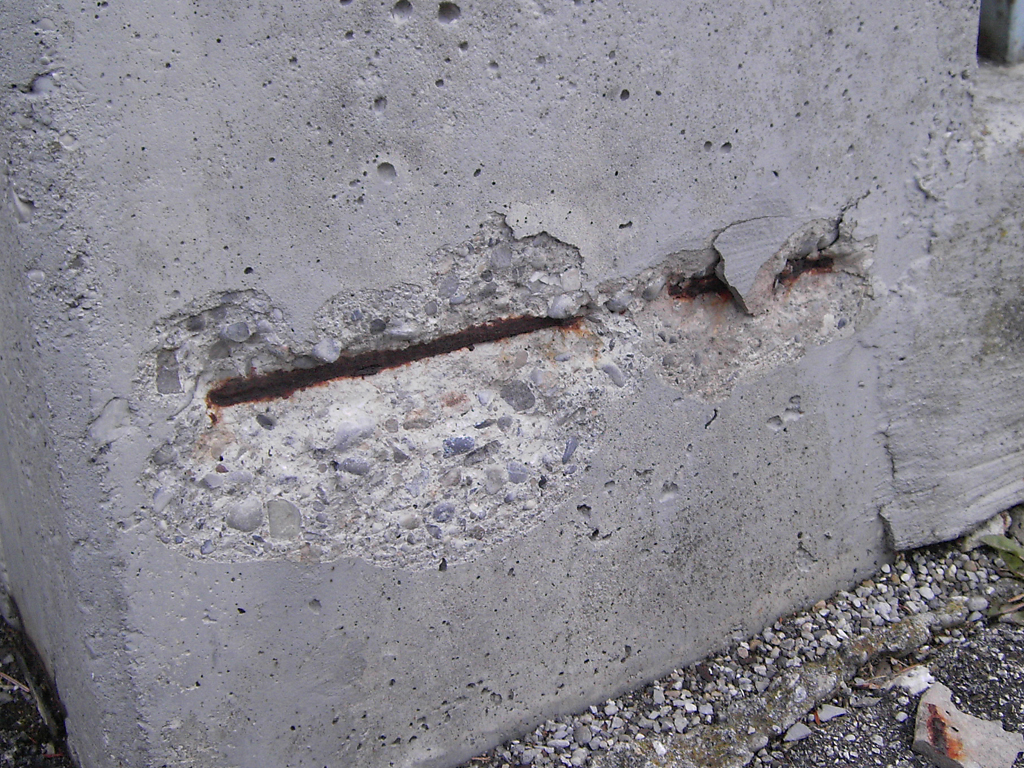
Bewehrungskorrosion mit Betonabplatzungen infolge Carbonatisierung und geringer Betondeckung

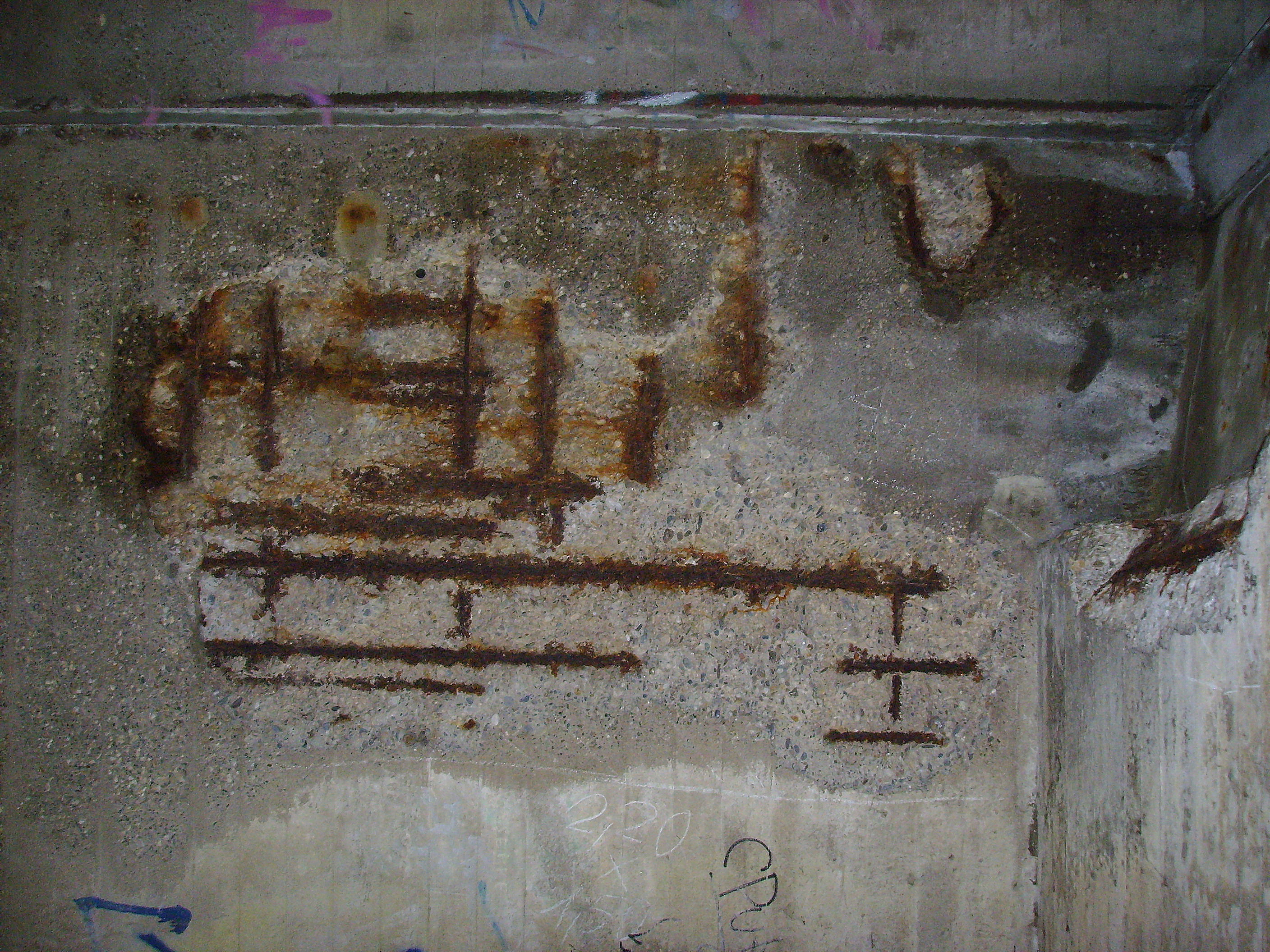
Schadbild unterhalb einer Brücke der Autobahn A 661

Als Carbonatisierung (gelegentlich auch Karbonatisierung) wird im Bauwesen eine chemische Reaktion bezeichnet, die in Beton bei Anwesenheit von Kohlendioxid und Feuchtigkeit abläuft.
Dieser Vorgang schadet dem Beton nicht direkt. Durch die Bildung von Kalkstein während der Carbonatisierung wird die Festigkeit sogar erhöht, was prinzipiell positiv zu bewerten ist. Im Fall von Stahlbeton kann der durch den Vorgang hervorgerufene Verlust des alkalischen Milieus (Depassivierung) allerdings zu Bewehrungskorrosion führen, die schwerwiegende Schäden am Bauteil nach sich ziehen kann.

## Chemische Reaktion im Beton
Carbonatisierung ist die chemische Umwandlung der alkalischen Bestandteile des Zementsteines durch CO2 in Calciumcarbonat.
Carbonatisierungsreaktion des Zementsteins:
{\displaystyle \mathrm {Ca(OH)_{2}+CO_{2}\ \rightarrow \ CaCO_{3}+H_{2}O} }
 Calciumhydroxid aus dem Beton (Portlandit) und Kohlenstoffdioxid aus der Luft reagieren zu Kalkstein und Wasser
Dabei laufen folgende Teilreaktionen ab:
Lösen des kristallinen Portlandit (Calciumhydroxid)
{\displaystyle \mathrm {Ca(OH)_{2}\ \rightarrow \ Ca^{2+}+2OH^{-}} }
Lösen von CO2 im alkalischen Porenwasser, d. h. Bildung von Kohlensäure
{\displaystyle \mathrm {CO_{2}+H_{2}O\ \rightarrow \ H_{2}CO_{3}} }
Neutralisation von Ca(OH)2 durch H2CO3
{\displaystyle \mathrm {Ca(OH)_{2}+H_{2}CO_{3}\ \rightarrow \ CaCO_{3}+2\,H_{2}O} }
Es sinkt der pH-Wert des Zementsteines von durchschnittlich 12,5 auf unter 10 ab und die Porenstruktur des Zementsteins verändert sich.
Die Geschwindigkeit der Carbonatisierung von der Betonoberfläche aus in den Beton hinein hängt von verschiedenen Faktoren ab:
- Feuchtegehalt – Ein Maximum der Carbonatisierungsgeschwindigkeit stellt sich bei 50 % bis 70 % rel. Luftfeuchte ein. Unter etwa 30 % carbonatisiert der Beton kaum bis gar nicht. Wenn ein Beton direkter Beregnung ausgesetzt ist oder sich unter Wasser befindet, carbonatisiert er ebenfalls langsamer, weil durch den wassergefüllten Porenraum des Betons der Eintritt von CO2 durch Diffusion verlangsamt wird. Wettergeschützter Beton kann somit schneller carbonatisieren als Beton, der häufig von Regen durchnässt wird.
- Porosität des Betons – Aufgrund der größeren inneren Oberfläche carbonatisieren poröse Betone schneller als dichte Betone. Die Porosität hängt meist überwiegend vom w/z-Wert ab, der auch die Druckfestigkeit des Betons maßgeblich beeinflusst.
- Alter des Betons – Die Carbonatisierungsgeschwindigkeit verringert sich mit zunehmendem Betonalter nach dem Wurzel-Zeit-Gesetz. Aufgrund dieses Zusammenhangs lassen sich Aussagen zum Carbonatisierungsfortschritt treffen.

In Abhängigkeit von diesen Faktoren kann die Carbonatisierung ab einer gewissen Tiefe zum Erliegen kommen.

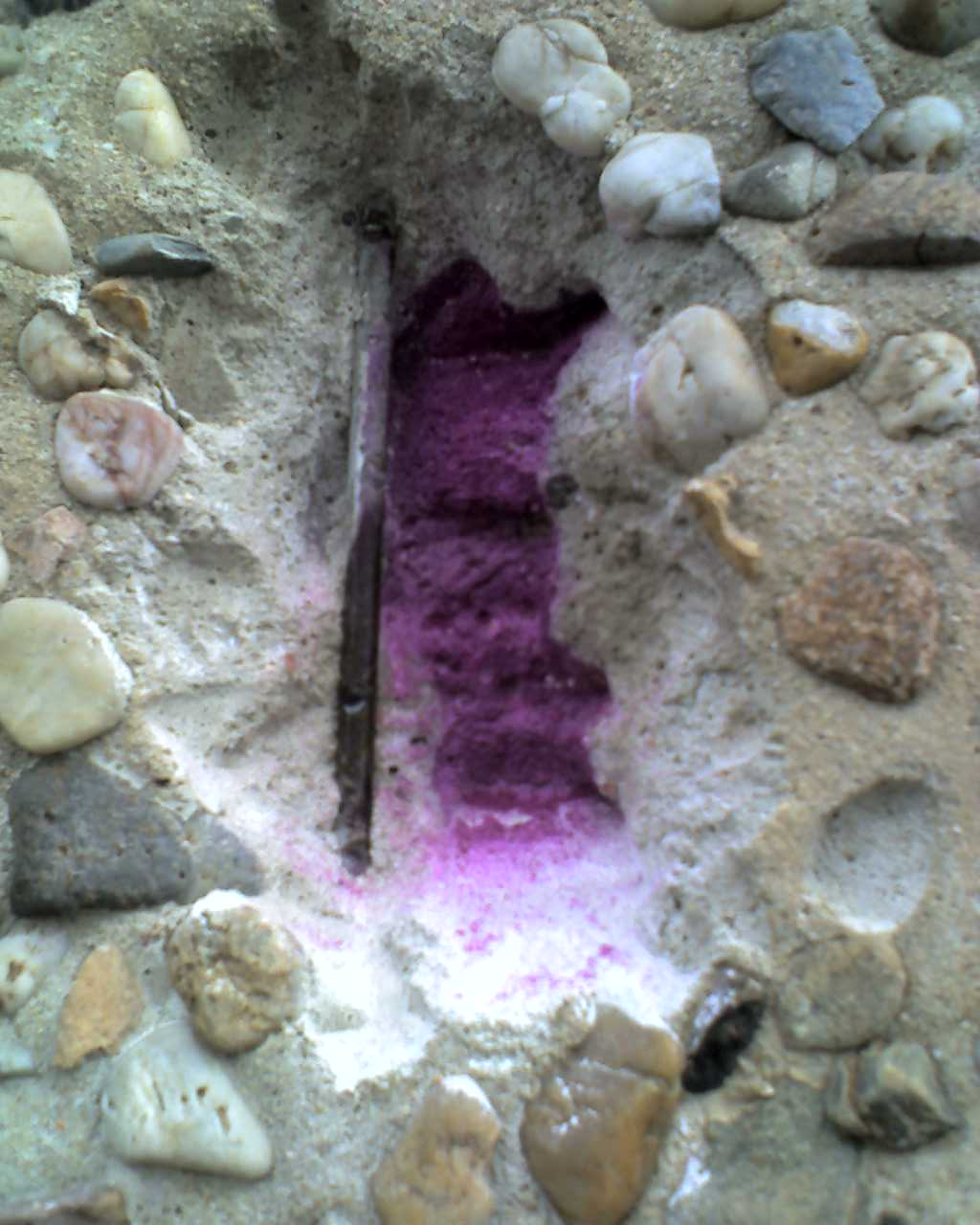
Betonausbruch mit Carbonatisierung bis hinter die oberste Bewehrungslage, Nachweis mit Phenolphthaleinlösung

An frischen Betonbruchstellen oder Bohrkernen wird der Carbonatisierungsfortschritt (Carbonatisierungstiefe) durch Besprühen mit 1-prozentiger ethanolischer Phenolphthaleinlösung sichtbar. Bei pH-Werten zwischen 8,2 und 9,8 findet ein Farbumschlag von farblos (neutral) zu violett (alkalisch) statt.

## Schadensbild an Stahlbeton

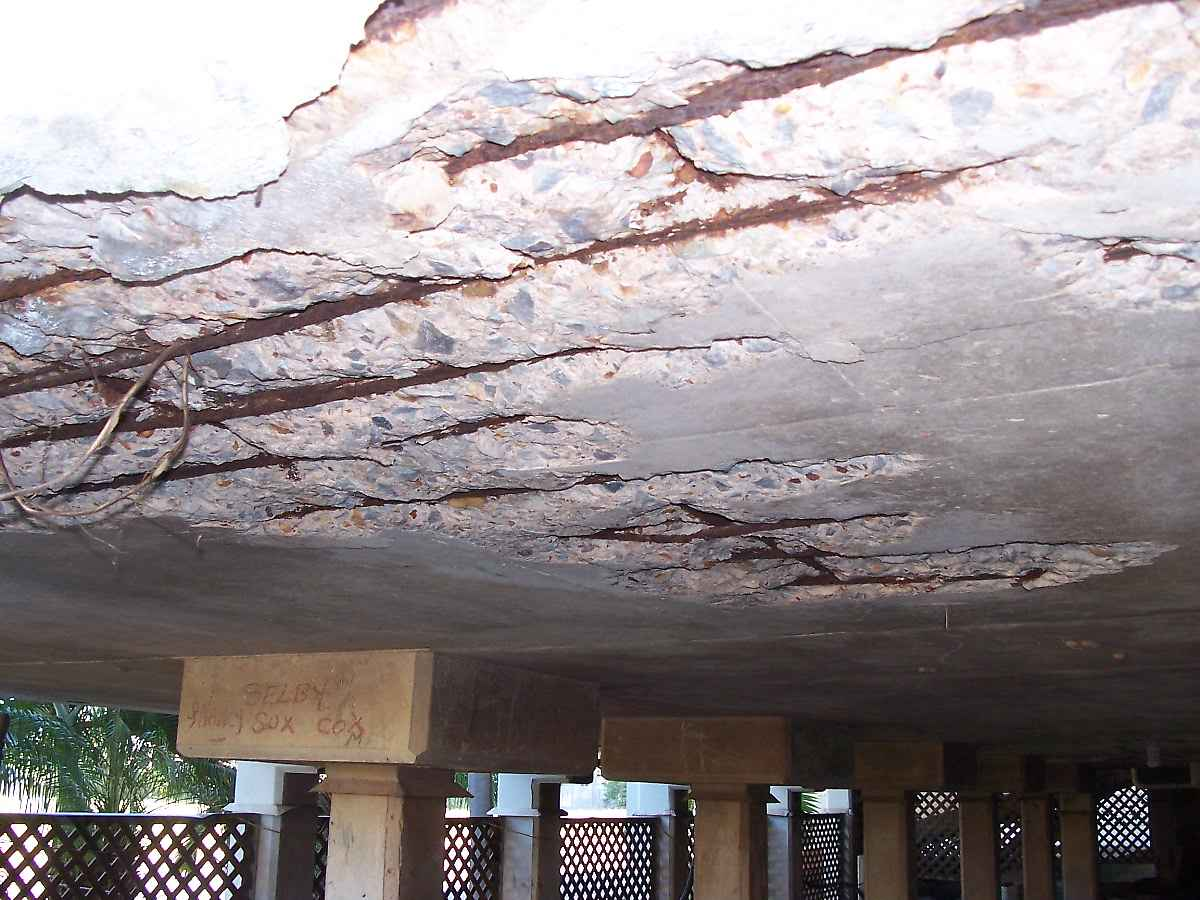
Schäden an einer Stahlbetondecke

Schädlich ist die Carbonatisierung in erster Linie für den Korrosionsschutz des im Beton nahe der Oberfläche enthaltenen Bewehrungsstahls. Bei einem pH-Wert des Betons oberhalb 10 bildet sich auf der Oberfläche des eingebetteten Bewehrungsstahls eine Passivierungsschicht, die den Stahl vor Bewehrungskorrosion schützt.
Sinkt der pH-Wert im Beton, löst sich die Oxidschicht um den Betonstahl auf (Depassivierung). Dadurch beginnt die Stahloberfläche bei ausreichenden Feuchte zu korrodieren. Die Korrosionsprodukte des Stahls nehmen das zweieinhalbfache Volumen des reinen Stahls ein. Die resultierenden Zugspannungen in der Umgebung des Bewehrungsstahls verursachen Risse und Abplatzungen der Betondeckung, sobald sie die Eigenfestigkeit des Betons übersteigen. Die Erosion der oberflächennahen Betonzone bedingt den Verlust des Verbundes zwischen Bewehrung und Beton und erleichtert den weiteren Zutritt korrosiver Medien. In der Folge können schnell strukturelle Schäden an der Stahlbetonkonstruktion auftreten.
Damit wird die Lebensdauer von Stahlbeton durch zwei Faktoren bestimmt: Zum einen ist es die Einleitungsphase, also der Zeitraum, innerhalb dessen die Carbonatisierung die Bewehrungslage erreicht. Zum anderen ist es die Zerstörungsphase, hier korrodiert die Bewehrung. Für die Berechnung der Einleitungsphase stehen anerkannte Modelle zur Verfügung. Ein probabilistisches Modell liefert das Heft 510 des Deutschen Ausschusses für Stahlbeton (DAfStb). Für die Zerstörungsphase liefert der derzeitige Stand des Wissens (Juli 2006) kaum anerkannte Modelle.
Beschleunigende Einflussgrößen: Hoher CO2-Gehalt der Luft, hohe Temperaturen, relativ hohe Luftfeuchtigkeit, hohe Porosität des Betons
Verlangsamende Einflussgrößen: Erhöhung von Zementgehalt und Zementqualität, gute Verdichtung des Betons, sorgfältige Nachbehandlung